# Un port la răsărit
Un port la răsărit, publicat în anul 1941, la Editura Socec, este a doua carte și romanul de debut al scriitorului Radu Tudoran. 
Din păcate, din motive multiple, dintre care cel de-Al Doilea Război Mondial fusese probabil cel major, romanul nu a fost remarcat de critica literară decât cu mare întârziere și, mai apoi, din motive politice, trecut în conul de umbră al uitării. Mai întâi din cauza războiului, și apoi după instaurarea comunismului în România, acest frumos roman, scris cu acea eleganță firească omului Radu Tudoran avea să fie complet ignorat din două motive, care erau total opuse politicii noului regimului de la București controlat de Kremlin. Unul era spațiul evocat, Basarabia, iar al doilea era, desigur, analiza lucidă, necruțătoare și critică a lumii pan-slaviste, adică a lumii aflate sub controlul ruso - sovietic.

## Ediții
- Un port la răsărit, ediția I, București: Editura Socec, 1941
- Un port la răsărit, ediția a II-a îngrijită de Vasile Râpeanu, București: Editura Arta Grafică, 1991